# Wendnguété Raïcha Ouédraogo
 (décembre 2024).
Wendnguété Raïcha Ouédraogo
Wendnguété Raïcha Ouédraogo née à Ouagadougou en 1999 est une assistante en ressources humaines et écrivaine burkinabé. Elle est également présidente fondatrice de l'Association Lire et Agir et auteure du livre Bravoure des Hommes de mon pays. Ses engagements combinent la littérature, l'action sociale et la promotion de l'éducation inclusive au Burkina Faso.

## Biographie

### Enfance & Formation
Wendnguété Raïcha Ouédraogo a un Master II en administration des affaires (MBA) à l’Université SWISS UMEF. Elle est également titulaire d'une Licence professionnelle en gestion des ressources humaines obtenue à l’Université U-AUBEN. Son parcours académique a inclus des études en comptabilité, finances, gestion des ressources humaines, droit des affaires, leadership et gestion de projet[Selon qui ?]. Passionnée par la gestion des ressources humaines, elle a acquis une expérience variée à travers plusieurs stages professionnels, notamment auprès de Médecins du Monde France et du Ministère des Transports, de la Mobilité urbaine et de la Sécurité routière.

### Engagement sociale et littéraire
Raïcha Ouédraogo est présidente fondatrice de l’Association Lire et Agir, qui œuvre pour l’éducation inclusive, la promotion de la littérature et l’art. Elle est également impliquée dans la promotion de la littérature burkinabè à travers le Festival National du Livre. Son premier livre s'intitule Bravoure des Hommes de mon pays,, dans lequel elle dresse des portraits de Thomas Sankara, Floby, etc.

## Œuvres littéraire
- Bravoure des Hommes de mon pays[5]